# Golęszyce

Lokalizacja plemion śląskich w IX i X wieku

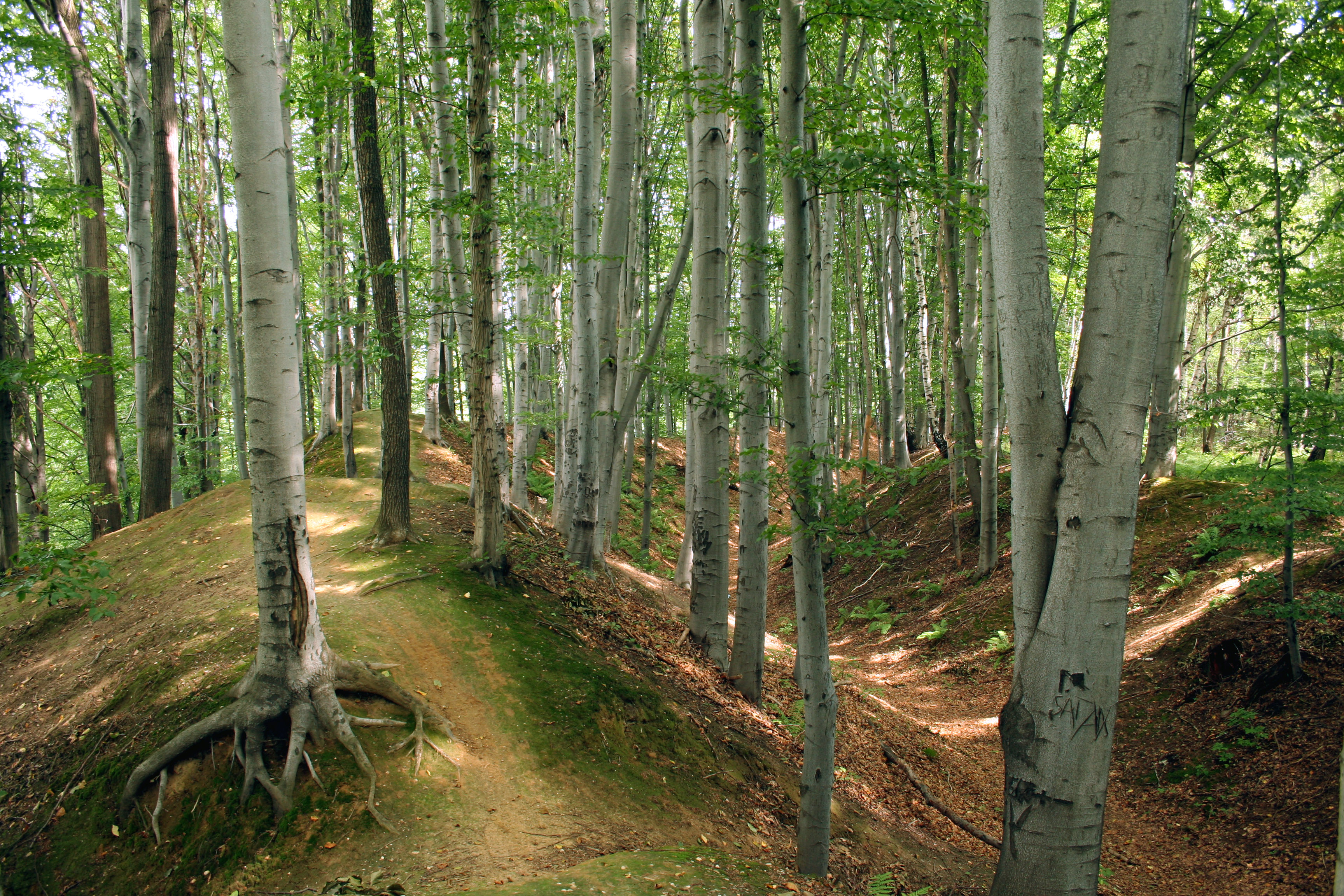
Najpotężniejsze Grodzisko Golęszyców znajduje się w Lubomi w powiecie wodzisławskim

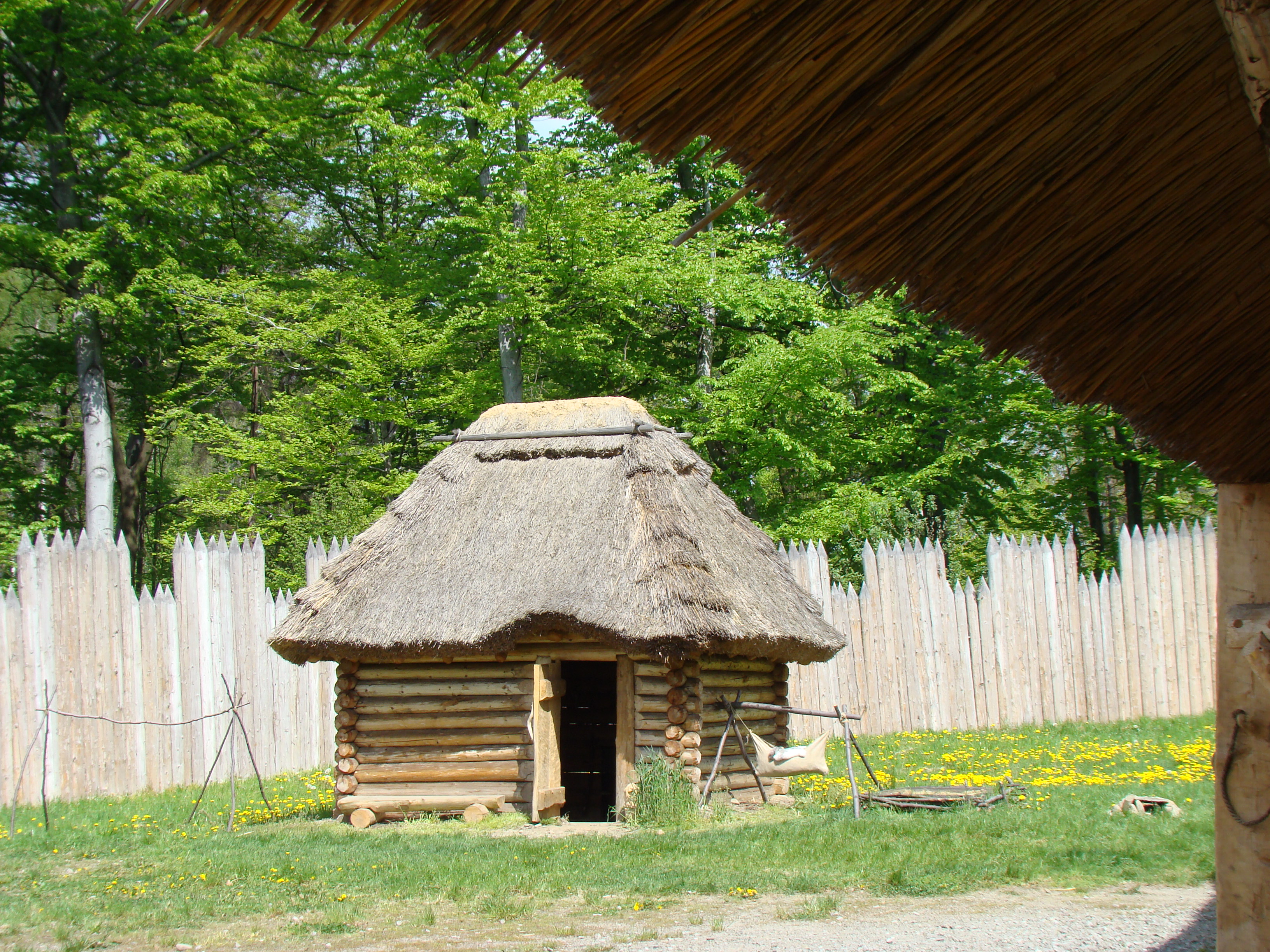
Rekonstrukcja Grodziska we wsi Zwierzyniec w Czechach

Golęszyce, Gołęszyce, Gołężyce (cz. kmen Holasiců, Holasicové, niem. Golensizen) – słowiańskie plemię z grupy lechickiej, żyjące we wczesnym średniowieczu na południu późniejszego Górnego Śląska u źródeł Odry, na południowy wschód od pasma Jeseników, na północny zachód od źródeł rzeki Wisły.
Po raz pierwszy wymienione w poł. IX wieku w Geografie Bawarskim jako Golensizi razem z innymi zasiedlającymi późniejszy Śląsk plemionami słowiańskimi. Od strony północnej poprzez bagniste tereny sąsiadowało z Opolanami, na zachód od Odry sąsiadowało być może z plemieniem Głubczyców/Lupiglaa (?), od strony wschodniej poprzez gęsty las rozciągający się między górną Wisłą i Sołą z plemieniem Wiślan, zaś od strony południowej za niezamieszkanym pasem terenu zamieszkiwali Morawianie, którzy w IX wieku zorganizowali się w potężne państwo wielkomorawskie.
Można przyjąć, że plemię Golęszyców nie było zbyt silne, według Geografa Bawarskiego posiadało 5 grodów (opoli), których ośrodkami były grody w Lubomi (prawdopodobnie najważniejsze), Grodźcu (obecnie czes. Hradec), opisanym w 1155 jako Gradice Golenzicezke, Raciborzu (?), Międzyświeciu, w tzw. Starym Cieszynie (w dzisiejszej wsi Zwierzyniec w gminie Kocobędz, kilka kilometrów na północ od Czeskiego Cieszyna) oraz prawdopodobnie w okolicach Holasovic (zdaniem Rudolfa Žáčeka mógł to być centralny gród tego plemienia, jednak brak dowodów archeologicznych czyni tę lokalizację wątpliwą). Na terytorium plemiennym znajdowały się również mniejsze grody: w Syryni, Krzyżkowicach.
W latach 80. lub na początku lat 90. IX wieku zniszczeniu uległo większość grodów golęszyckich, jak i wiele innych znajdujących się na terenie późniejszych Śląska i Małopolski. Dokonać tego mogło jedynie państwo wielkomorawskie, któremu przypisuje się polityczne podporządkowanie tychże terenów w latach następnych, co jednak zostało w ostatnich latach podważone. Leżąca w centrum terytorium plemiennego stołeczna Lubomia nie została odbudowana. Również po zniszczeniu grodu w Kocobędzu centrum osadnicze w tej części terytorium plemiennego Golęszyców przeniosło się na wzgórze po drugiej stronie Olzy, obecnie zwane Górą Zamkową.
W 907 roku w wyniku najazdów madziarskich (907) upadło państwo wielkomorawskie, po czym tereny golęszyckie mogły przejść w orbitę wpływów czeskich. U schyłku X wieku tereny zamieszkiwane przez Golęszyców stanowiły pole rywalizacji państw Piastów i Przemyślidów czeskich. W latach 990–1032 leżały w obrębie państwa Bolesława I Chrobrego i Mieszka II. Stanowiły ciągły przedmiot sporów polsko-czeskich. Po 5-letniej wojnie stoczonej w latach 1132–1137 pomiędzy Bolesławem Krzywoustym i Sobiesławem I zawarto pokój kłodzki, w wyniku którego ziemie te zostały podzielone pomiędzy oba państwa. Znaczna ich część, wraz z resztą Śląska, znalazła się w granicach państwa polskiego (kasztelania raciborska oraz cieszyńska), a pozostała część w granicach Czech (dzisiejszy Śląsk Opawski). W roku 1201 Przemysł Ottokar I nakazał płacenie dziesięciny in provincia Golassizch (prowincja Holasické).